# Coppa d'Inverno
La Coppa d'Inverno est une course cycliste disputée près de Biassono, en Lombardie. Créée en 1908, cette épreuve fait partie des plus anciennes compétitions cyclistes encore organisées dans le pays. Elle clôt généralement le calendrier national italien,.
La course a été ouverte aux coureurs professionnels par le passé. Elle se tient sur un circuit de quatre tours qui traverse diverses communes lombardes tout autour du Lambro, avec pour départ et arrivée Biassono,. Des cyclistes réputés comme Gianni Bugno, Claudio Chiappucci, Luca Paolini, Yaroslav Popovych ou encore Enrico Gasparotto sont montés sur le podium de cette épreuve.

## Palmarès
| Année     | Vainqueur                    | Deuxième             | Troisième              |
| --------- | ---------------------------- | -------------------- | ---------------------- |
| 1908      | Gaetano Garavaglia (it)      |                      |                        |
| 1909      | Gaetano Garavaglia (it)      |                      | Camillo Bertarelli     |
| 1910      | Ottorino Sabbaini            |                      |                        |
| 1911      | Carlo Quaglia                |                      |                        |
| 1912      | Giovanni Bassi               | Luigi Annoni         | Umberto Ripamonti (it) |
| 1913      | Mario Ottonello              |                      |                        |
| 1914      | Romeo Poid                   |                      |                        |
| 1915      | Lauro Bordin                 |                      |                        |
| 1916-1919 | non disputé                  | non disputé          | non disputé            |
| 1920      | Alessandro Tonani (it)       |                      |                        |
| 1921      | Giovanni Bassi               |                      |                        |
| 1922      | Franco Giorgetti             |                      |                        |
| 1923      | Luigi Mainetti               |                      |                        |
| 1924      | Alessandro Tonani (it)       |                      |                        |
| 1925      | Aleardo Menegazzi            |                      |                        |
| 1926      | Giuseppe Pancera             |                      |                        |
| 1927      | Luigi Papeschi               |                      |                        |
| 1928      | Mario Bianchi                |                      |                        |
| 1929      | Mario Bianchi                |                      |                        |
| 1930      | Fabio Battesini              |                      |                        |
| 1931      | Aleardo Menegazzi            |                      |                        |
| 1932      | Antonio Fraccaroli           | Andrea Minasso       | Emilio Codazza         |
| 1933      | Attilio Masarati (it)        |                      |                        |
| 1934-1943 | non disputé                  | non disputé          | non disputé            |
| 1944      | Salvatore Crippa             |                      |                        |
| 1945      | Salvatore Crippa             |                      |                        |
| 1946      | Salvatore Crippa             | Renato Cornalea      | Valeriano Zanazzi      |
| 1947      | Oscar Ghibellini             |                      |                        |
| 1948      | Angelo Ferrari               |                      |                        |
| 1949      | Angelo Ferrari               |                      |                        |
| 1950      | Danilo Casari                |                      |                        |
| 1951      | Mario Pistoia                |                      |                        |
| 1952      | Otello Gola                  |                      |                        |
| 1953      | Franco Aureggi (it)          | Nello Fabbri         | Giancarlo Zucchetti    |
| 1954      | Nello Fabbri                 |                      |                        |
| 1955      | Luigi Brioschi               |                      |                        |
| 1956      | Otello Gola                  | Agostino Capponcelli | Carlo Zorzoli (it)     |
| 1957      | Walter Busi                  |                      |                        |
| 1958      | Antonio Toniolo              |                      |                        |
| 1959      | Ivan Burigotto               | Giuseppe Sartore     | Andrea Dancelli        |
| 1960      | Marino Vigna                 | Raffaele Marcoli     | Gianpiero Macchi (de)  |
| 1961      | Lamberto Casini              | Agostino Cogliati    | Remo Stefanoni         |
| 1962      | Raffaele Marcoli             | Bruno Centomo        | Remo Stefanoni         |
| 1963      | Luigi Mazzetti               | Bruno Centomo        | Attilio Milani         |
| 1964      | Vittorio Osio                | Lamberto Casini      | Eligio Albizzati       |
| 1965      | Licio Franceschini           | Agostino Ogliari     | Mario Bettazzoli       |
| 1966      | Enzo Trevisan                | Amedeo Taroppio      |                        |
| 1967      | Bruno Rusconi                | Edoardo De Piazza    | Alberto Danelli        |
| 1968      | Bruno Rusconi                | Piercarlo Ossola     | Walter Avogadri (de)   |
| 1969      | Piercarlo Ossola             | Giorgio Ghezzi       | Franco Cagnin          |
| 1970      | Mario Corti                  | Franco Cagnin        | Giovanni Varini        |
| 1971      | Marino Fusar Poli            | Pierino Cordoni      | Franco Barotto         |
| 1972      | Ettore Rinaldi               | Alfiero Di Lorenzo   | Alberto Meroni         |
| 1973      | Diego Magoni                 | Fiorenzo Ballardin   | Claudio Corti          |
| 1974      | Sergio Consonni              | Maurizio Mantovani   | Giancarlo Casiraghi    |
| 1975      | Giuseppe Martinelli          | Walter Prandi        | Erminio Molteni        |
| 1976      | Maurizio Orlandi             | Giancarlo Casiraghi  | Livio Mazzola          |
| 1977      | Claudio Ravasio              | Leonardo Natale      | Francesco Piacezzi     |
| 1978      | Giancarlo Perini             | Paolo Pavanello      | Domenico Perani (it)   |
| 1979      | Maurizio Orlandi             | Enrico Montanari     | Aldo Borgato           |
| 1980      | Fausto Scotti                | Adelio Belloni       | Emilio Pievani         |
| 1981      | Marco Tabai                  | Pierangelo Farina    | Massimo Santambrogio   |
| 1982      | Gianbattista Bardelloni (it) | Antonio Capo         | Vinicio Coppi          |
| 1983      | Antonello Capo               | Luigi Bussacchini    | Lionello Previtali     |
| 1984      | Gianni Bugno                 | Fabio Bordonali      | Claudio Chiappucci     |
| 1985      | Sergio Finazzi (it)          | Maurizio Spreafico   | Fabrizio Nespoli       |
| 1986      | Stefano Breme (it)           | Danilo Gioia (it)    | Stefano Cattai         |
| 1987      | Fabrizio Bontempi            | Maurizio Amici       | Dario Rando (it)       |
| 1988      | Fabrizio Bontempi            | Maurizio Tomi        | Davide Bramati         |
| 1989      | Mario Mantovan               |                      |                        |
| 1990      | Gian Matteo Fagnini          | Vincenzo Verde       | Mario Mantovan         |
| 1991      | Enrico Pezzetti              | Marco Artunghi       | Ivan Raimondi          |
| 1992      | Mario Pigoli                 | Armando Ferrario     | Gabriele Rampollo      |
| 1993      | Massimo Apollonio            | Oscar Pozzi          | Daniele De Paoli       |
| 1994      | Andrea Dolci                 | Daniele Contrini     | Alessandro Pozzi (it)  |
| 1995      | Daniele Contrini             |                      |                        |
| 1996      | Alessio Bongioni             | Enrico Cassani       | Marco Madrucci         |
| 1997      | Ellis Rastelli               | Marino Beggi         |                        |
| 1998      | Luca Paolini                 | Franco Farioli       | Paolo Bono             |
| 1999      | Thomas Pezzoli               | Hermes Mandelli      | Fabio Carlino          |
| 2000      | Alberto Loddo                | Davide Griso         | Gianluca Cavalli       |
| 2001      | Yaroslav Popovych            | Manuel Dell'Acqua    | Ruslan Gryschenko      |
| 2002      | Gianluca Moi                 | Diego Nosotti        | Aristide Ratti         |
| 2003      | Aristide Ratti               | Alberto Di Lorenzo   | Enrico Gasparotto      |
| 2004      | Aristide Ratti               | Marco Cattaneo       | Francesco Tizza        |
| 2005      | Marco Cattaneo               | Enrico Rossi         | Cristopher Bosio       |
| 2006      | Fabrizio Amerighi            | Enrico Peruffo       | Matteo Marchesi        |
| 2007      | Marco Cattaneo               | Alessandro Mazzi     | Alan Marangoni         |
| 2008      | Federico Vitali              | Paolo Tomaselli      | Gianluca Maggiore      |
| 2009      | Federico Rocchetti           | Cristiano Monguzzi   | Gabriele Pizzaballa    |
| 2010      | Mirko Nosotti                | Eugenio Alafaci      | Maksym Averin          |
| 2011      | Alessandro Pettiti           | Cristiano Monguzzi   | Diego Rosa             |
| 2012      | Luca Dugani Flumian          | Mirko Nosotti        | Alessandro Pettiti     |
| 2013      | Jakub Mareczko               | Mirco Maestri        | Luca Pacioni           |
| 2014      | Andrea Garosio               | Alberto Amici        | Redi Halilaj           |
| 2015      | Nikolai Shumov               | Andrea Vendrame      | Damiano Cima           |
| 2016      | Matthias Reutimann           | Fausto Masnada       | Umberto Marengo        |
| 2017      | Matteo Moschetti             | Damiano Cima         | Stefano Oldani         |
| 2018      | Rasmus Byriel Iversen        | Nicolò Rocchi        | Alessio Brugna         |
| 2019      | Tommaso Rigatti              | Filippo Bertone      | Francesco Di Felice    |
| 2020      | pas de course                | pas de course        | pas de course          |
| 2021      | Andrea D'Amato               | Francesco Calì       | Pier Elis Belletta     |
| 2022      | Giosuè Epis                  | Davide Persico       | Davide Ferrari         |
| 2023      | Nicolás Gómez                | Matteo Zurlo         | Davide Boscaro         |